# ولادیمیر آرسنیف
ولادیمیر آرسنیف (روسی: Влади́мир Кла́вдиевич Арсе́ньев؛ ۲۹ اوت ۱۸۷۲ – ۴ سپتامبر ۱۹۳۰) گردشگر، جغرافی‌دان، نویسنده و نظامی اهل امپراتوری روسیه بود.
وی جستجوگر خاور دور بود که سفرهای خود را در سری کتاب‌هایش_ "По Уссурийскому Краю" ("در مسیر سرزمین اوسوری") و "Дерсу Узала" ("درسو اوزالا")_ نقل کرده‌است. سفرهایی نظامی به اوسوری که عمدتاً با همراهی و راهنمایی یک شکارچی بومی به نام درسو اوزالا از سال ۱۹۰۲ تا ۱۹۰۷ انجام شده بودند. او نخستین کسی بود که گونه‌های متعدد گیاهی سیبری و شیوه‌های گوناگون زندگی مردم بومی آن‌جا را شرح داد.

## زندگی
آرسنیف در سن پترزبورگ، امپراتوری روسیه زاده شده‌است. پدرش یک رعیت بود که توانسته بود رئیس راه‌آهن منطقه مسکو شود. پس از گذراندن آموزش‌های نظامی، آرسنیف سفرهای کاوشگرانهٔ نظامی خود را به جنگل‌های خاور دور آغاز کرد. او در طول سال‌های جنگ داخلی روسیه در ولادی‌وستوک اقامت گزیده بود و کمیسر اقلیت‌های قومی (Komisar po delam inrodcheskim) جمهوری خودمختار خاور دور بود. پس از آنکه شوروی در سال ۱۹۲۲
جمهوری شرق دور را جذب خود کرد، آرسنیف مهاجرت را نپذیرفت و در ولادی‌وستوک ماند.

## کار

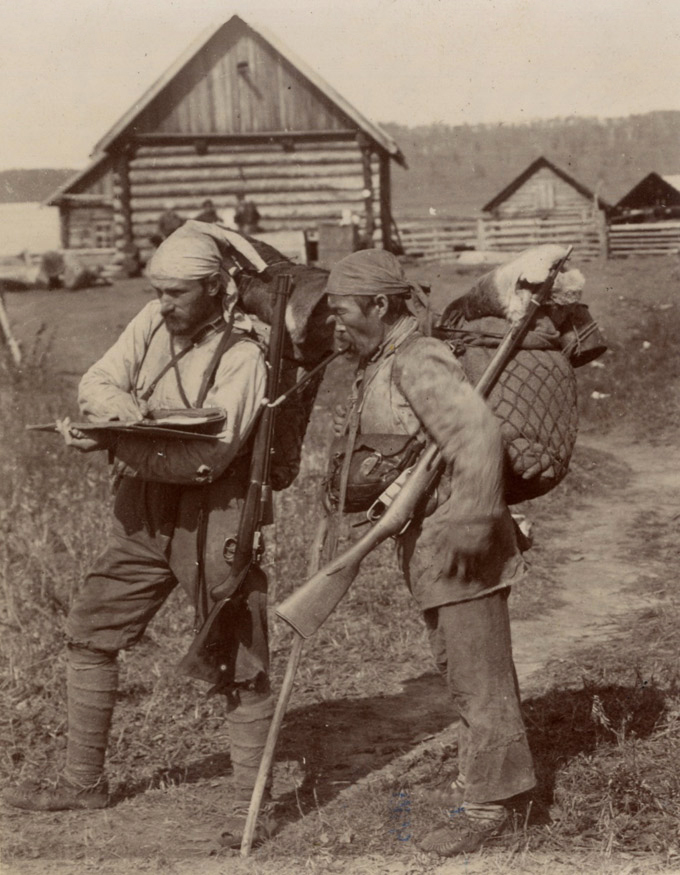
آرسنیف و درسو اوزالا.

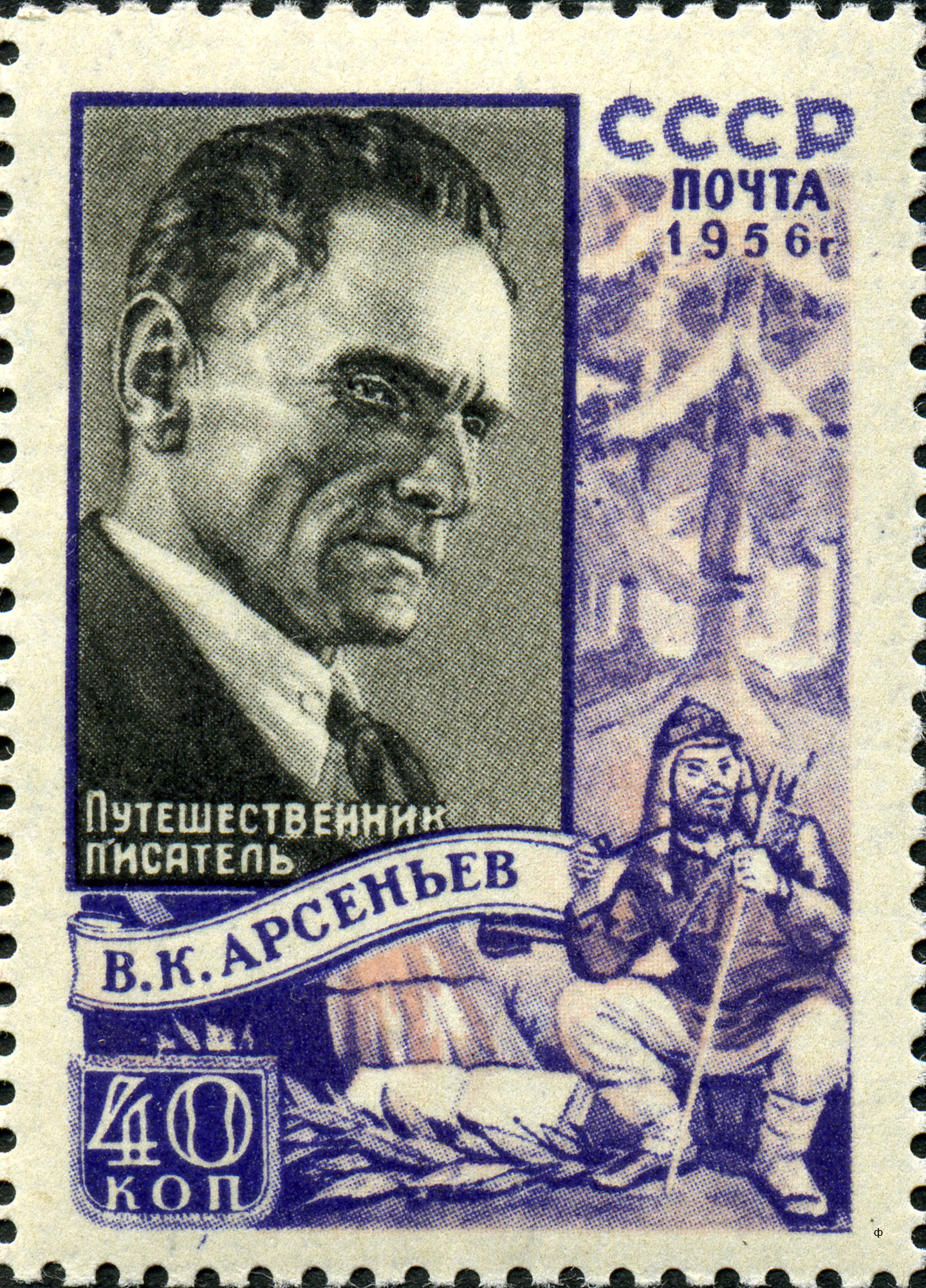
تمبر پستی شوروری در سال ۱۹۵۶ به یاد ولادیمیر آرسنیف.

بخش عمدهٔ شهرت آرسنیف به سبب نوشتن کتاب‌های بسیارش در مورد کاوشگری‌های خویش است؛ از جمله حدود ۶۰ اثر در زمینه جغرافیا، حیات وحش و قوم‌نگاری مناطقی که به آن‌ها سفر کرده بود. مشهورترین کتاب او درسو اوزالا است که دربرگیرندهٔ خاطرات سه سفر اکتشافی وی به جنگل‌های تایگای اوسوری در شمال آسیا و در امتداد دریای ژاپن و شمال ولادی‌وستوک است. این کتاب به نام راهنمای بومی آرسنیف یعنی درسو اوزالا که یک شکارچی از مردمان نانای (قبیلهٔ گلدها) بود نامگذاری شده‌است. در نهایت بر اساس کتاب درسو اوزالا دو فیلم ساخته شد، یکی توسط کارگردان اهل شوروی، آغاسی بابایان در سال ۱۹۶۱ و دیگری توسط فیلمساز ژاپنی آکیرا کوروساوا در سال ۱۹۷۵. نسخهٔ کوروساوا در سال ۱۹۷۶ برندهٔ اسکار بهترین فیلم خارجی زبان شد. سومین کتاب از سه‌گانهٔ کتاب‌های آرسنیف به نام «در کوه‌های سیخوته-آلین» نیز پس از مرگش در سال ۱۹۳۷ منتشر شد.

## زندگی شخصی

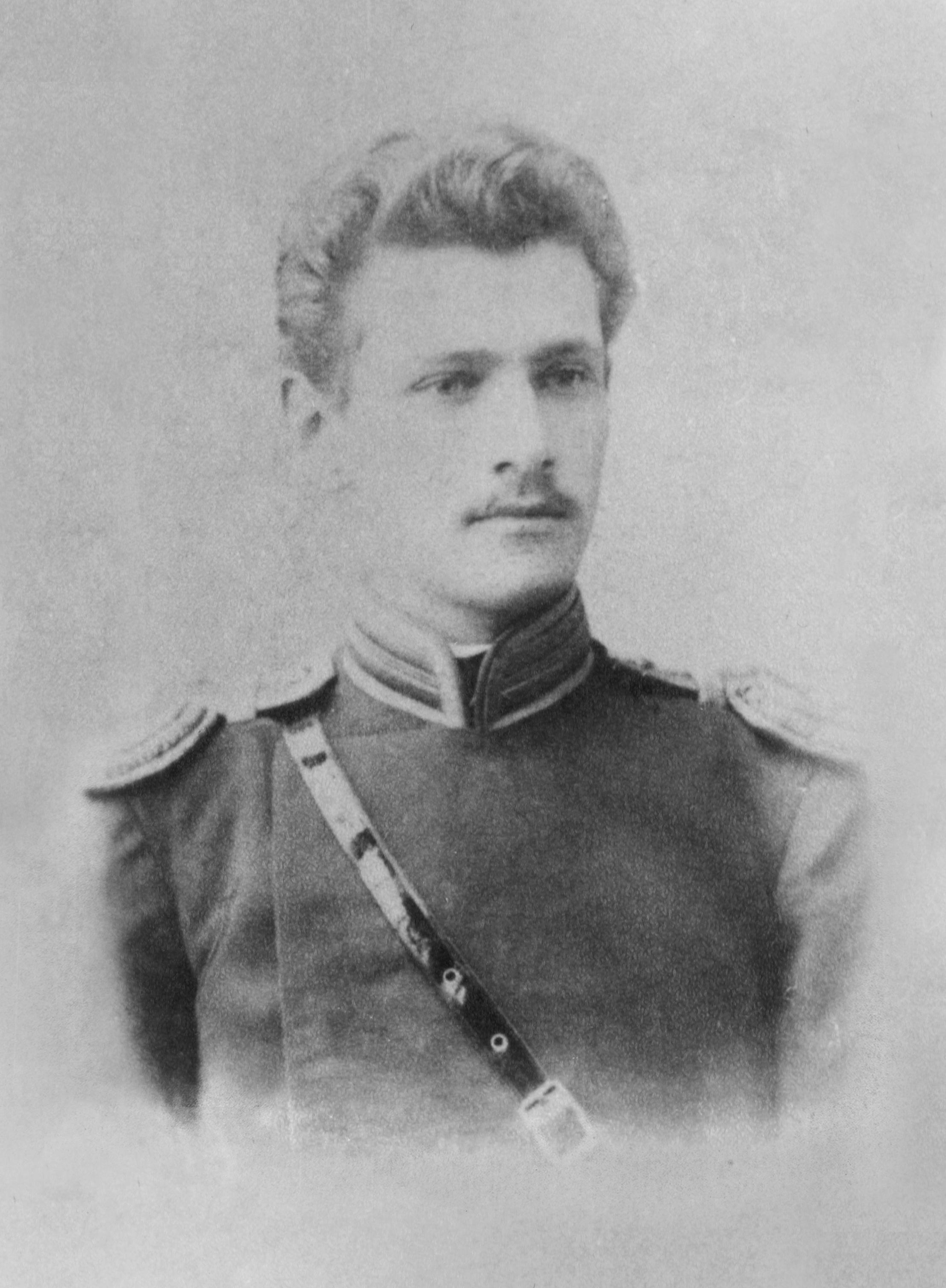
ولادیمیر آرسنیف

آرسنیف در سال ۱۹۳۰ در ولادی‌وستوک و در سن ۵۷ سالگی درگذشت. بیوه او، مارگاریتا نیکولائونا آرسنیفا، در سال ۱۹۳۴ و مجدداً در سال ۱۹۳۷ پس از متهم شدن به عضویت در یک سازمان زیرزمینی جاسوسی و خرابکاری که ادعا می‌شد توسط شوهر درگذشته‌اش اداره می‌شده‌است، دستگیر شد. دادگاه نظامی که در ۲۱ اوت ۱۹۳۸ برپا شد در مورد این پرونده تنها ۱۰ دقیقه وقت گذاشت و او را به مرگ محکوم کرد و حکم اعدام نیز بلافاصله اجرا شد. دختر آرسنیف ناتالیا نیز در آوریل ۱۹۴۱ دستگیر و به تبعید به اردوگاه کار اجباری (گولاک) محکوم شد.
امروزه خانهٔ خانواده آرسنیف در (ولادی‌وستوک) به یک موزه تبدیل شده‌است. همچنین آرسنیف، شهری واقع در سرزمین پریمورسکی بر اساس نام او نام گذاری شده‌است.